# Montrond-le-Château
Montrond-le-Château är en kommun i departementet Doubs i regionen Bourgogne-Franche-Comté i östra Frankrike. Kommunen ligger i kantonen Quingey som tillhör arrondissementet Besançon. År 2022 hade Montrond-le-Château 559 invånare.

## Befolkningsutveckling
Antalet invånare i kommunen Montrond-le-Château
Referens:INSEE